# Ambada
Ambada è una suddivisione dell'India, classificata come census town, di 6.895 abitanti, situata nel distretto di Chhindwara, nello stato federato del Madhya Pradesh. In base al numero di abitanti la città rientra nella classe V (da 5.000 a 9.999 persone).

## Geografia fisica
La città è situata a 22° 12' 04 N e 78° 41' 20 E.

## Società

### Evoluzione demografica
Al censimento del 2001 la popolazione di Ambada assommava a 6.895 persone, delle quali 3.703 maschi e 3.192 femmine. I bambini di età inferiore o uguale ai sei anni assommavano a 580, dei quali 311 maschi e 269 femmine. Infine, coloro che erano in grado di saper almeno leggere e scrivere erano 4.812, dei quali 2.885 maschi e 1.927 femmine.